# Théophile Hamel
Pour les articles homonymes, voir Hamel.
Théophile Hamel, né le 8 novembre 1817 à Sainte-Foy, et mort le 23 décembre 1870 à Québec, est un artiste peintre et portraitiste canadien.

## Biographie
Natif de Sainte-Foy, il étudie chez le peintre Antoine Plamondon de 1834 à 1840. Dans son atelier, il peint des hommes politiques et des ecclésiastiques, dont le législateur Amable Dionne. Il est l'oncle d'Eugène Hamel.
Il part pour l'Europe le 10 juin 1843, et il suit des cours à Florence. Il exécute des œuvres et copie Titien. De retour au Canada en 1846, il ouvre son premier atelier à Québec, puis s'installe à Montréal l'année suivante.
Hamel rencontre ses premiers succès en 1851. Quelques années après, il se marie à la fille de George-Barthélemy Faribault, le premier bibliographe du Canada. Pendant les années 1850, il est le portraitiste officiel de l'État, ce qui lui permet de hausser sa réputation parmi les élites.
Travaillant aussi bien dans le Bas-Canada que dans le Haut-Canada, il complète pendant les années 1860 une série de portraits sur les personnages historiques du Canada, spécialement celui de Jacques Cartier.
Son œuvre religieuse est également importante, avec environ dix peintures, essentiellement sur le Nouveau Testament. Il fait presque uniquement des portraits, avec un style simple sans fantaisie, valorisant la dignité et la ressemblance.
Beaucoup de son matériel a été perdu lors d'un incendie en 1862. Il a formé d'autres peintres canadiens comme Napoléon Bourassa, Eugène Hamel, Ludger Ruelland, Marie-Elmina Lefebvre et Alexandre S. Giffard. Il meurt à Québec le 23 décembre 1870 et est enterré au cimetière Notre-Dame-de-Belmont, à Sainte-Foy.
On retrouve plusieurs de ses œuvres au Pavillon Claire et Marc Bourgie du Musée des beaux-arts de Montréal.

## Portraits
- Isabella Buchanan Baldwin[5]
- William Baldwin (1808-1883)[5]

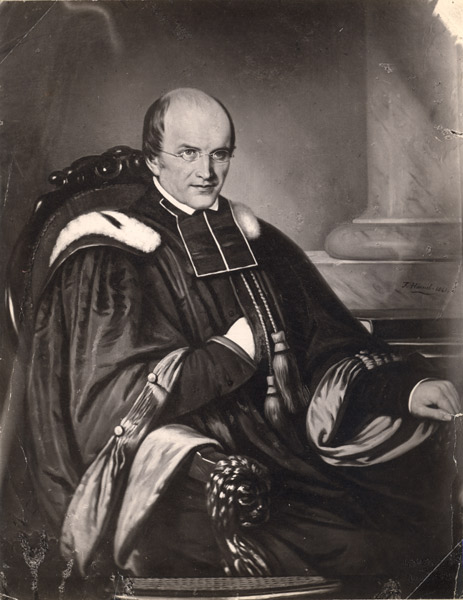
Louis-Jacques Casault

- Robert Baldwin (1804-1858), vers 1850, Musée de la civilisation, collection du Séminaire de Québec[6]
- Marshal Spring Bidwell
- Léocadie Bilodeau, 1842?, Musée de la civilisation, collection du Séminaire de Québec[7]
- Michel Bilodeau, 1842, Musée de la civilisation, collection du Séminaire de Québec[8]
- James Bruce, 8e comte d'Elgin et 12e comte de Kincardine, 1852, Musée de la civilisation, collection du Séminaire de Québec[9]
- René-Édouard Caron
- Louis-Jacques Casault, Musée de la civilisation, collection du Séminaire de Québec[10]
- Michel-Eustache-Gaspard-Alain Chartier de Lotbinière
- Charles Chiniquy
- Joseph-David Déziel
- Amable Dionne
- Marie-Rose Durocher
- George-Barthélemy Faribault
- François-Xavier Hamel, vers 1855, Musée d'art de Joliette[11]
- Théophile Hamel
- Louis-Hippolyte Lafontaine, vers 1848, Musée de la civilisation, collection du Séminaire de Québec[12]
- Alexander MacDonell
- Allan MacNab
- Luce Mc Neil, épouse de Michel Bilodeau, 1842, Musée de la civilisation, collection du Séminaire de Québec[13]
- Ernest Morisset, 1858, Musée de la civilisation, collection du Séminaire de Québec[14]
- Joseph Morrin, 1864, Musée de la civilisation, collection du Séminaire de Québec[15]
- James Murray (portrait présumé), Musée de la civilisation, collection du Séminaire de Québec[16]
- Bernard-Claude Panet
- Jean-Antoine Panet
- Andrew Paterson, vers 1855, Musée national des beaux-arts du Québec, Don de Bibliothèque et Archives nationales du Québec[17]
- L'Abbé Louis Proulx, Musée de la civilisation, collection de La Fabrique de La Paroisse de Notre-Dame-de-Québec[18]
- Melchior-Alphonse de Salaberry
- Levius Peters Sherwood
- Joseph-Rémi Vallières de Saint-Réal
- Intendant Talon, Musée de la civilisation, collection du Séminaire de Québec[19]
- Charles Wilson
- Noémie, Eugénie, Antoinette et Séphora Hamel, nièces de l'artiste, 1854[20]

|  |  |

## Hommages
La rue Chateauguay porta, vers 1870 et jusqu'en 1890, pour une partie de cette rue, le toponyme de rue Hamel, en son honneur, dans la ville de Québec. 

## Galerie

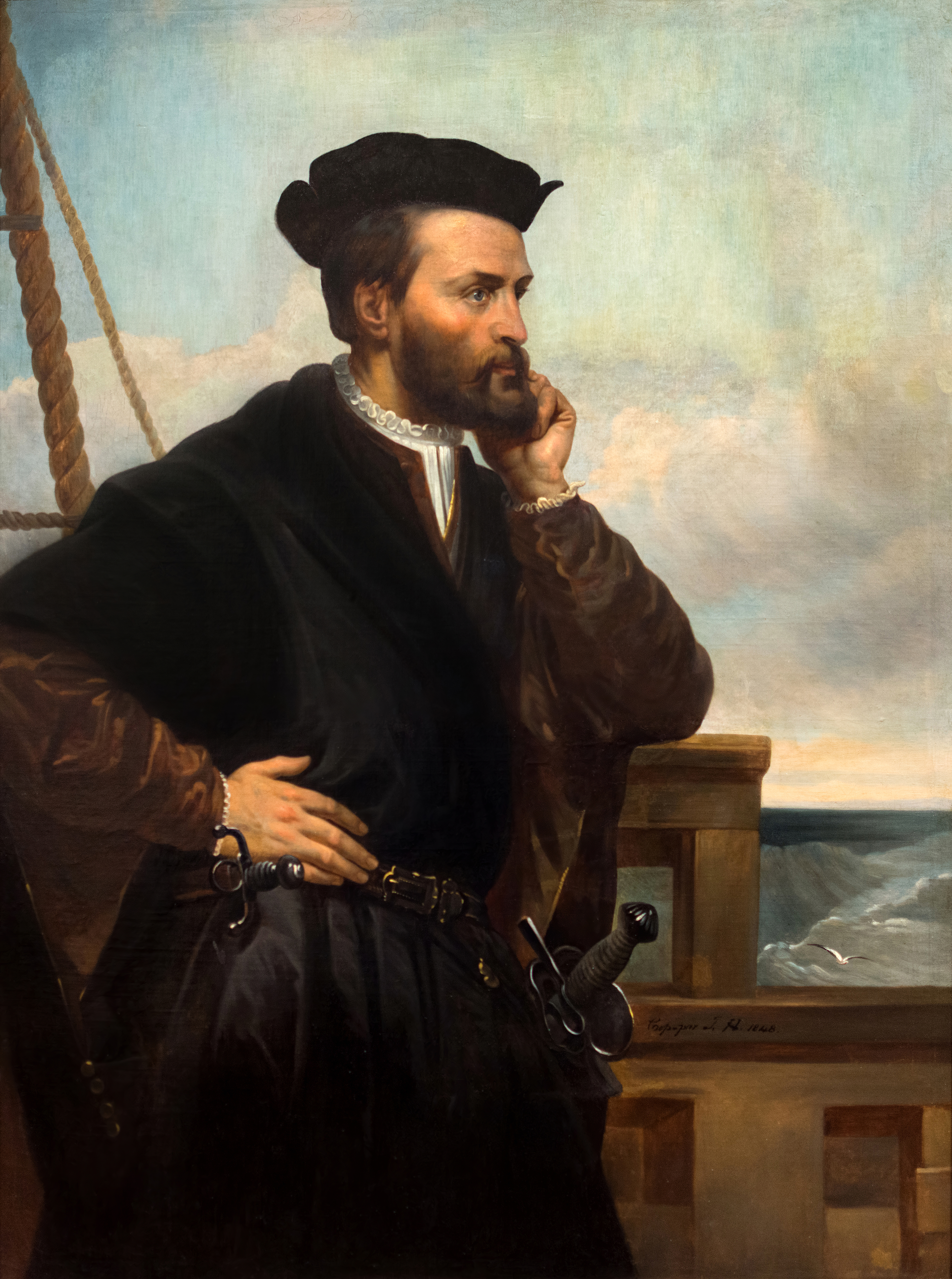
Jacques Cartier.
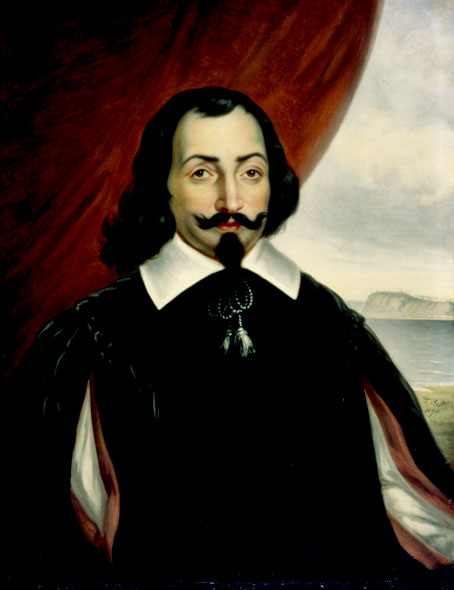
Samuel de Champlain.
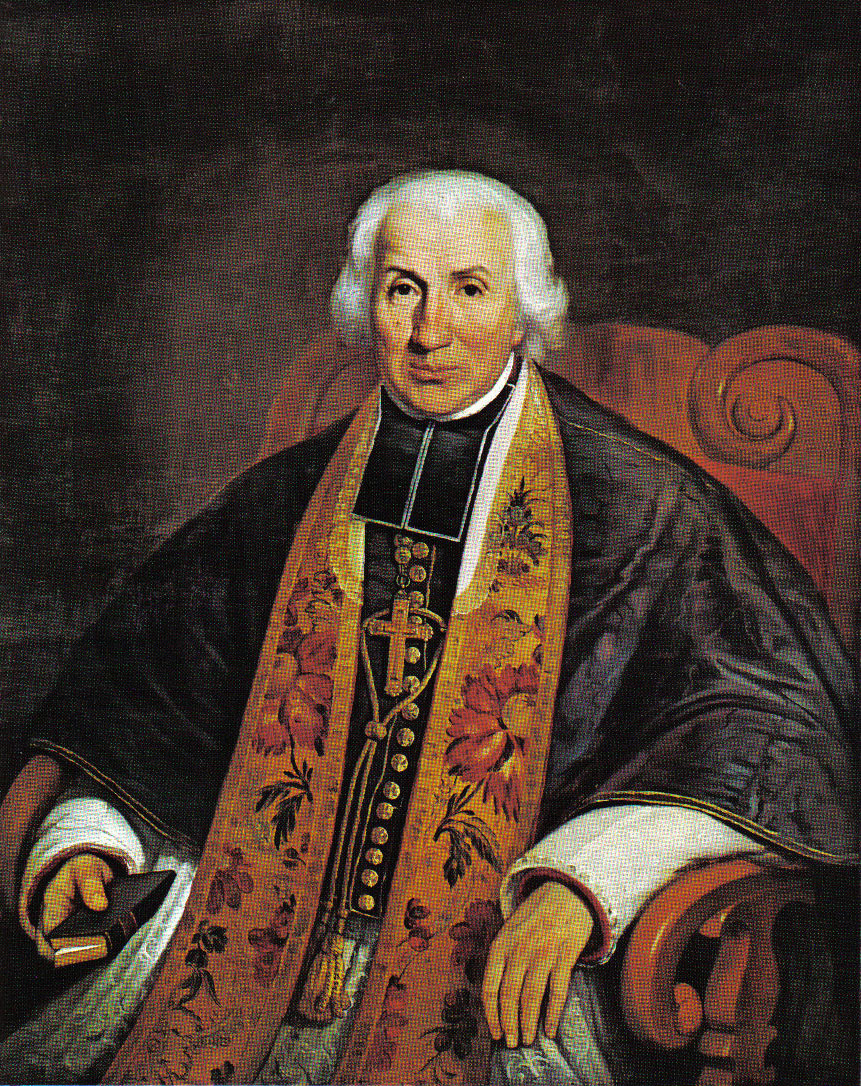
Mgr Joseph Signay.

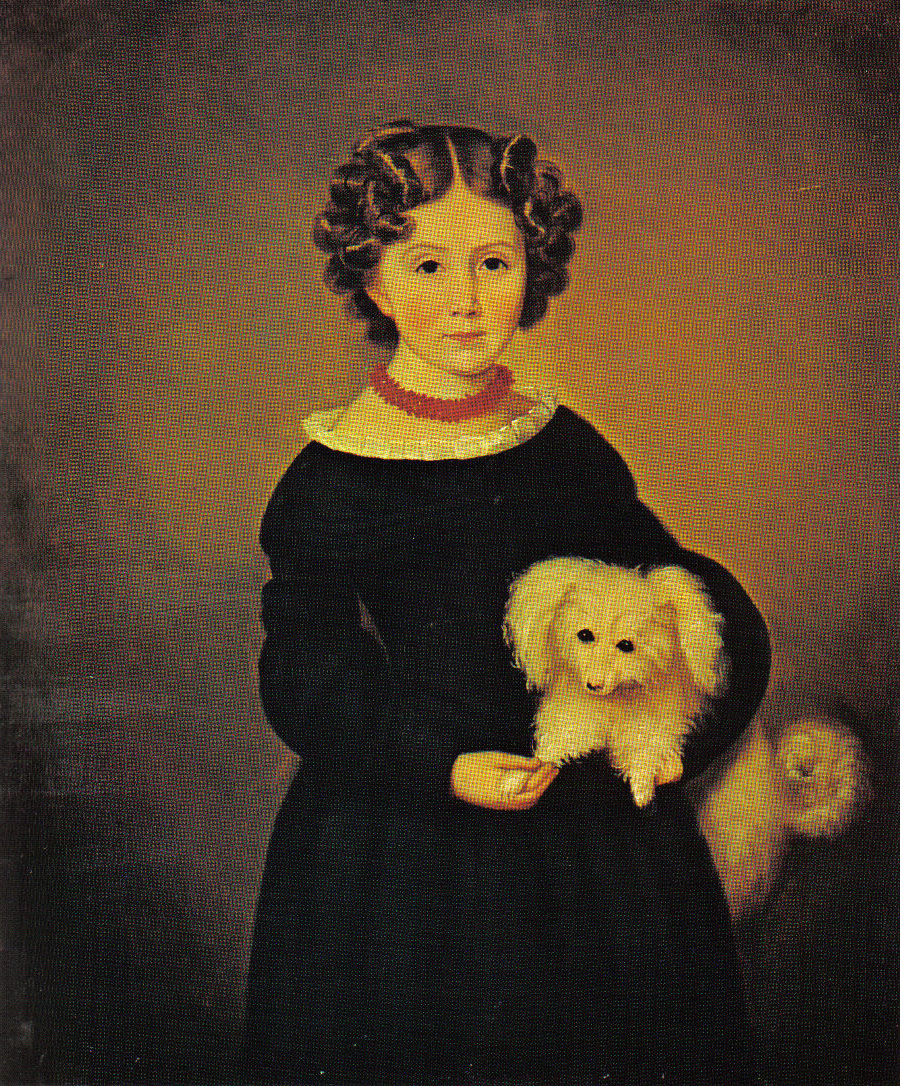
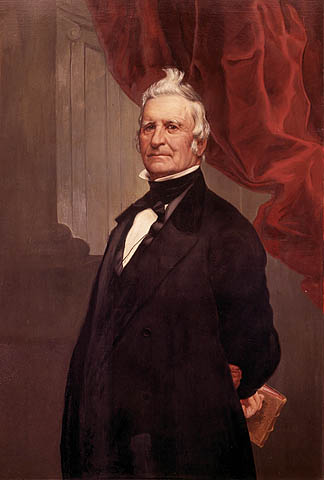
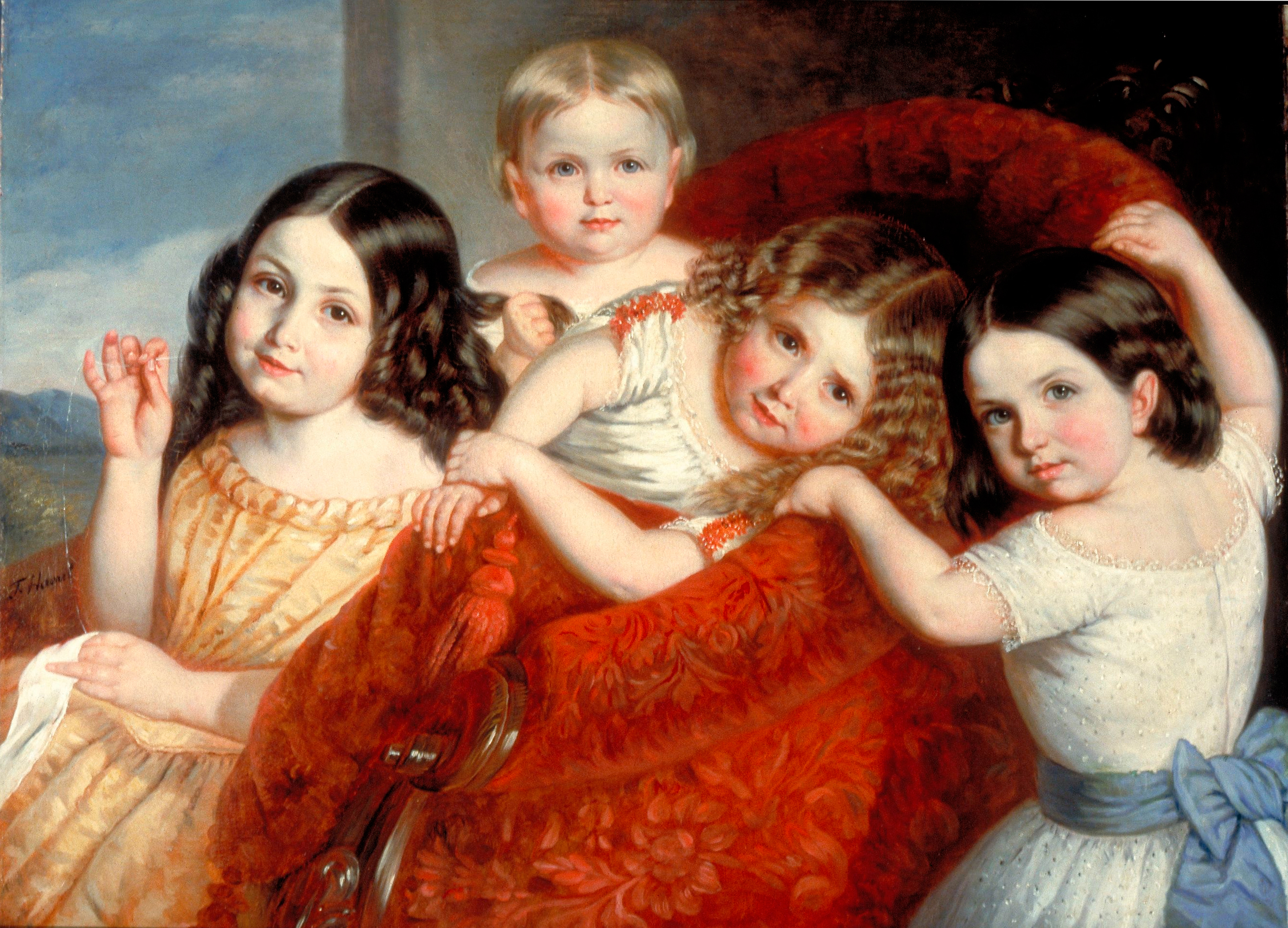
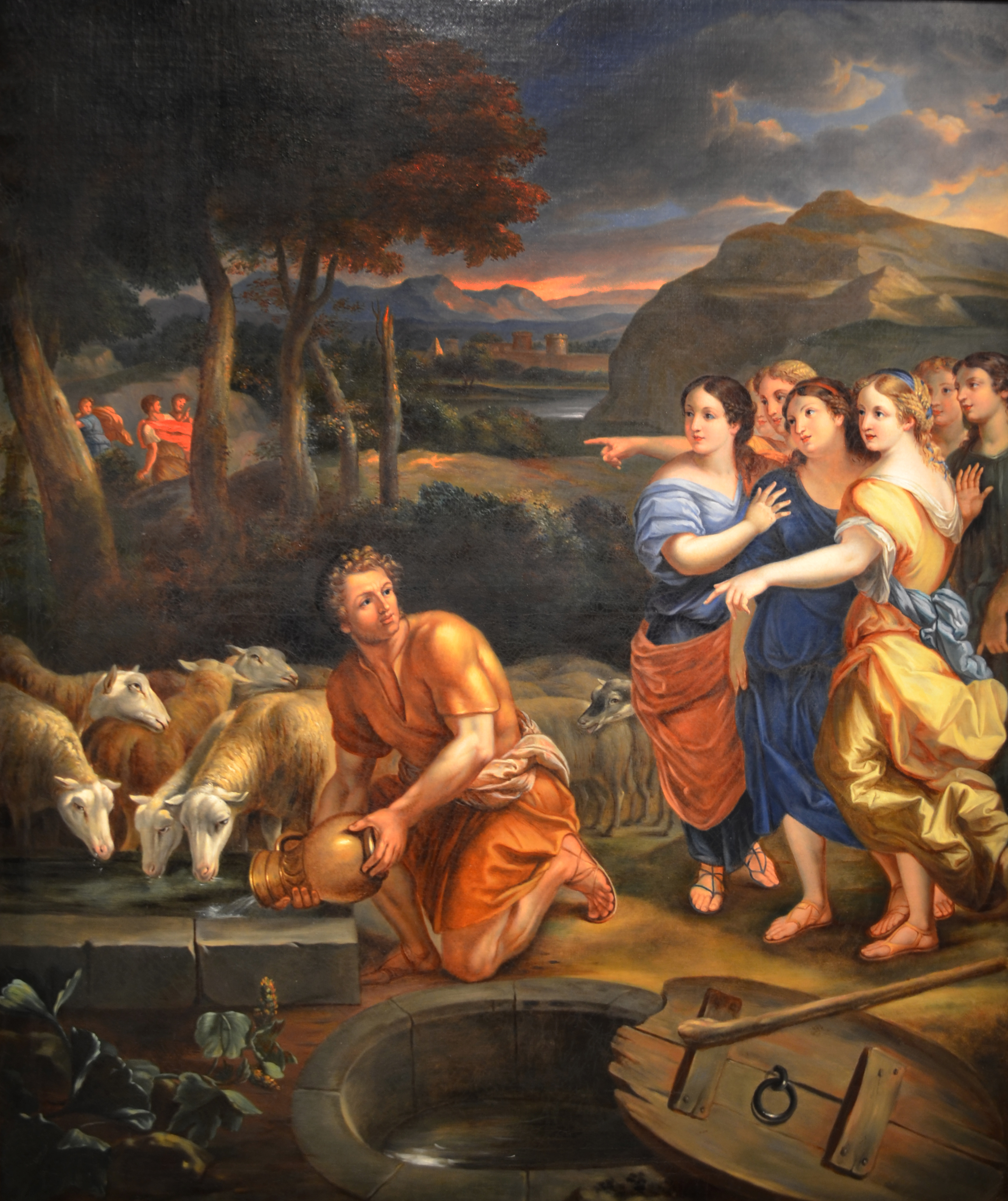
Les Filles de Jéthro
Olympe et Flore Chaveau, par Théophile Hamel, au Musée national des beaux-arts du Québec, tableau réalisé entre 1851 et 1852.